# بستیون تی۹۹
بسترن تی۹۹ یک کراس‌اوور اندازه متوسط است که توسط گروه فاو با نام تجاری بسترن تولید می‌شود.

## امکانات
یک ویژگی خاص برای این خودرو عرضه شد. این ویژگی هدآپ نام دارد که اطلاعات خودرو را روی شیشه جلو نمایش می‌دهد. این اطلاعات عملکردهای اساسی خودرو مثل سرعت را نمایش می‌دهد.

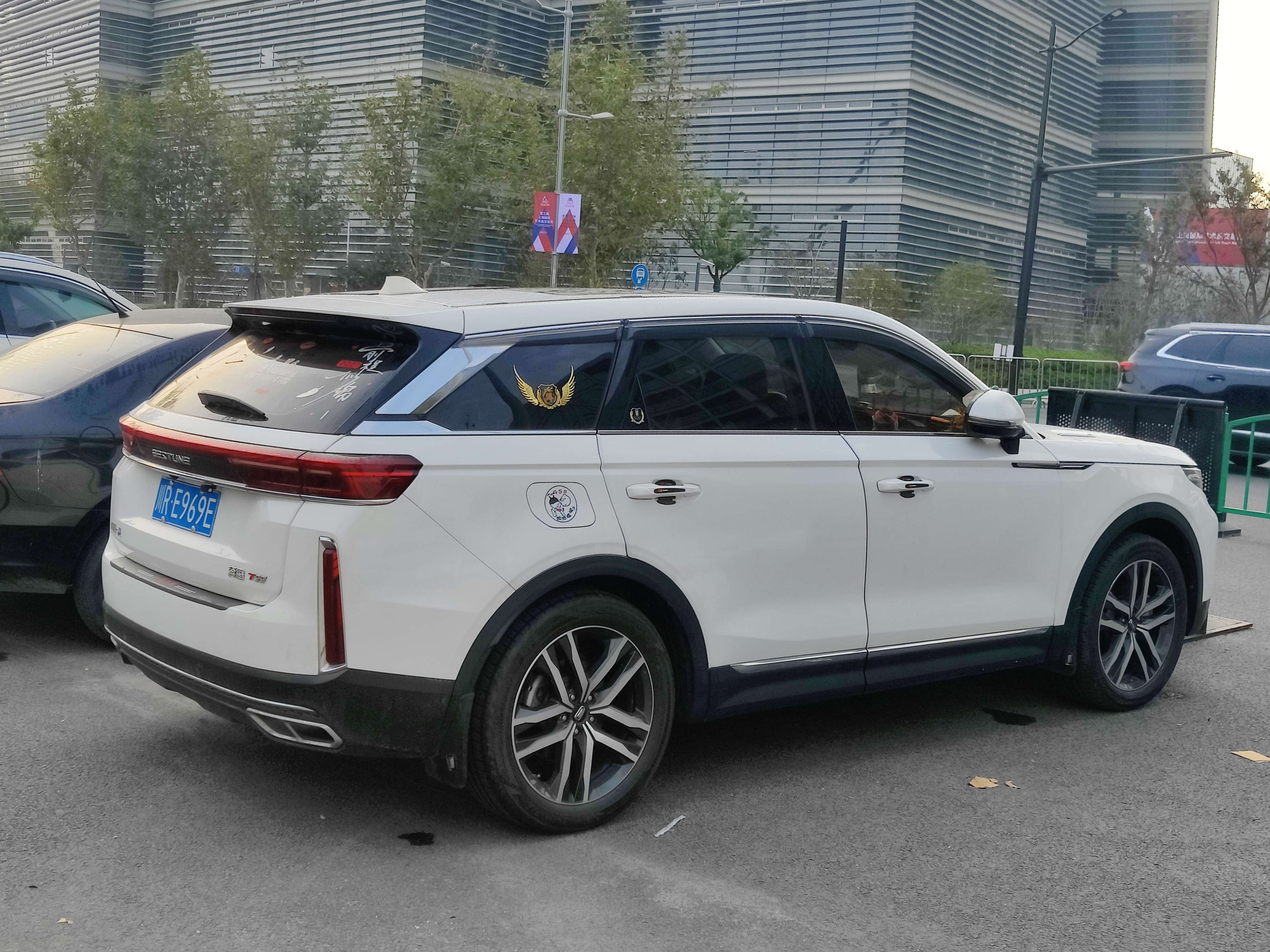
بسترن تی۹۹ (بغل)